# MHC Wijchen
MHC Wijchen is een hockeyclub uit de Nederlandse plaats Wijchen (provincie Gelderland).
Het 1e damesteam van MHC Wijchen speelt in het seizoen 2022/23 in de Eerste klasse. Het 1e herenteam speelt in de Derde klasse.

## Geschiedenis
In de jaren ’70 was Wijchen een groeigemeente waarin veel mensen van buiten de gemeente kwamen wonen. Enkele enthousiaste hockeyers namen het initiatief om een club op te richten. Al kort na juni 1973 had de kleine vereniging 60 leden. Een afgekeurde bouwkeet fungeerde als clubhuis. Omkleden gebeurde gezamenlijk waardoor een “hecht clubgevoel” ontstond; douchen gebeurde natuurlijk niet. Wel stond stond er snel een bar.
Er waren twee speelvelden en een trainingsveld. Het eerste kunstgrasveld werd in 1987 gelegd. Wegens de aanwas van met name mini’s en jeugdleden bleek al spoedig dat er een tweede kunstgrasveld noodzakelijk was, dat in 2001 werd gerealiseerd. De aanhoudende groei van met name jonge jeugdleden leidde in 2011 tot de aanleg van een derde veld (semi-water). Ook is dat jaar het eerste veld vervangen door een semi-waterveld en is een nieuw clubhuis gerealiseerd. In 2017 had de club zo’n 800 leden en een groot aantal enthousiaste vrijwilligers. In 2018 is het eerste veld vervangen door een waterveld. In 2019 is het laatste zandveld (veld 2) vervangen door een semi-waterveld. Daarmee heeft MHC Wijchen 1 waterveld en 2 semi-watervelden. Nu in 2022 heeft MHC Wijchen 2 watervelden en 1 semi-waterveld, ook bezitten ze een luchthal waar in de winter in gehockeyd kan worden. Alle velden zijn aangelegd door Laurant Kunstgras.

## Teams

### Jongste Jeugd
De jongste jeugd van MHC Wijchen telt 4 jongens teams, die zijn verdeeld onder 1 F-team, 1 E6-teams en 2 E8-team. De jongste meisjes jeugd bestaat uit 9 teams, die verdeeld zijn onder 3 F-teams, 2 E6-teams en 4 E8-teams. Verder is er nog een grote groep Benjamins die uit jongens en meisjes bestaat.

### Junioren
De junioren van MHC Wijchen tellen 6 jongens teams, die verdeeld zijn onder 1 D-teams, 1 C-teams, 2 B-team en 2 A-teams. De meisjes-junioren bestaan uit 20 meisjesteams, die zijn verdeeld in 5 D-teams, 5 C-teams, 6 B-teams en 4 A-teams.

### Senioren
De senioren van MHC Wijchen bestaan uit 7 teams. Deze zijn verdeeld in 4 herenteams en 3 damesteams.
Maar ze hebben ook nog 3 teams van jong dames. Ook zijn er 2 groepen trimhockeyers, bestaande uit mannen en vrouwen met of zonder hockeyervaring die wekelijks trainen en maandelijks een wedstrijd spelen.